# 安嫔 (康熙帝)
安嬪李氏，漢軍正藍旗人。投降後金明將李永芳之孫女，被革宣府總兵官剛阿泰之女。清朝康熙帝之嬪。

## 生平
康熙十年（1671年）六月二十三日，正藍旗六品官李顯宗家的格格李氏，以及鑲黃旗遏必隆公家正黃旗左都御史明珠家、正白旗瓦爾達侍衛家、鑲紅旗參領華善家、鑲紅旗原任總兵官佟國璽家的格格，在三位或四位家中女僕的陪同下，入住鍾粹宮，獲得與儲秀宮蒙古格格相同的福晉級待遇，位分等級高於烏拉納喇氏等四位當時在康熙帝位下的小福晉庶妃:271。
康熙十六年（1677年）五月二十四日，康熙帝諭禮部：「朕恭奉聖祖母太皇太后慈諭，稽古帝王宮闈之制，必備妃嬪，以襄內政」，命禮部選擇吉期，並開列儀注具奏，同年八月二十二日，冊立妃鈕祜祿氏為皇后，並且冊封佟氏為貴妃，李氏為安嬪，王佳氏為敬嬪，董氏為端嬪，馬佳氏為榮嬪，烏拉那拉氏為惠嬪，郭絡羅氏為宜嬪，赫舍里氏為僖嬪，安嬪在七嬪中排行第一。
康熙二十年（1681年），宮內分配一個專屬的正黃旗內管領給安嬪使用，與敬嬪共用同一個內管領，同年宮內改為分配一個專屬的正白旗內管領給安嬪使用，與僖嬪和貴格格博爾濟吉特氏共用同一個內管領，而敬嬪則與端嬪共用同一個正黃旗內管領，此安排最少維持到康熙二十三年。康熙二十五年，安嬪最後一次出現在康熙朝內務府《奏銷檔》中的宮分檔案。康熙二十八年十二月，內務府為兩位新封的嬪位分派內管領，安嬪屬下的內管領沒有作為公中的內管領參加挑選，因此當代研究者王冕森認為，這證明安嬪此時應該仍是處於嬪位:272。
康熙三十六年，康熙帝位下有四位嬪，分別是已被正式冊封的端嬪和僖嬪，以及在康熙二十八年，晉封為嬪級的衛氏與章佳氏，可知安嬪之名是在康熙二十九年至康熙三十六年間從宮內消失。
康熙四十一年九月，僖嬪逝世時，內務府在奏報中提及在僖嬪去世之前，並無嬪位喪儀的定例或先例。清景陵妃園寢中，亦沒有安嬪或任何以「安」字作為稱號的貴人、常在和答應。由於康熙帝後宮中至少有二人（儲秀宮蒙古格格、佟格格）有明確出宮回娘家的記載:276—277，因此不排除安嬪回娘家的可能性。
乾隆年間，當時的制度規定後宮主位封謚之滿文必須意譯，安嬪封號的滿文，由音譯「an」，重新意譯為「elhe」，意為「安康」:272。
根據檔案記載，一軸「安嬪御容半身像」（又名「安嬪喜容」）原收藏於壽皇殿東大櫃，現收藏於北京故宮博物院。

## 出身
安嬪家族是漢軍八旗內著名的勳舊世家。
- 祖父：李永芳，原為明代游擊，後來歸順清太祖，成為第一位歸降清代的明代高級軍官，故而得到清太祖的特別優待，不僅將其封為三等子，還將和碩饒餘敏親王阿巴泰的第一女嫁給他，稱為額駙。其後，漢軍𦘦建，李永芳家族被編入正藍旗漢軍，擁有數個世管佐領。

- 父親：剛阿泰，亦作剛阿岱。順治初年，任宣府總兵官，曾先後逐捕姜瓖的餘黨。順治十一年，因「屬吏侵饟」而被彈劾和罷職[15]。康熙十年，安嬪入宮時已經去世。

- 兄弟：至少三人，即李榮宗、李耀宗、李顯宗。